# صاري تبه
صاري تبه وهي قرية تقع في ناحية ليلان (قرة حسن) في محافظة كركوك شمال العراق، وتقسم إلى صاري تبه كبير وصاري تبه صغير.